# Quantilly
Quantilly és un municipi francès, situat al departament de Cher i a la regió de Centre – Vall del Loira. L'any 2007 tenia 435 habitants.

## Demografia

### Població
El 2007 la població de fet de Quantilly era de 435 persones. Hi havia 187 famílies, de les quals 40 eren unipersonals (24 homes vivint sols i 16 dones vivint soles), 86 parelles sense fills, 57 parelles amb fills i 4 famílies monoparentals amb fills.
La població ha evolucionat segons el següent gràfic:
Habitants censats

### Habitatges
El 2007 hi havia 223 habitatges, 187 eren l'habitatge principal de la família, 24 eren segones residències i 12 estaven desocupats. 220 eren cases i 2 eren apartaments. Dels 187 habitatges principals, 144 estaven ocupats pels seus propietaris, 30 estaven llogats i ocupats pels llogaters i 13 estaven cedits a títol gratuït; 1 tenia una cambra, 8 en tenien dues, 17 en tenien tres, 52 en tenien quatre i 108 en tenien cinc o més. 142 habitatges disposaven pel capbaix d'una plaça de pàrquing. A 57 habitatges hi havia un automòbil i a 118 n'hi havia dos o més.

### Piràmide de població
La piràmide de població per edats i sexe el 2009 era:
| Homes | Edats   | Dones |
| ----- | ------- | ----- |
| 0     | 95 o +  | 0     |
| 4     | 90 a 94 | 0     |
| 0     | 85 a 89 | 4     |
| 0     | 80 a 84 | 4     |
| 8     | 75 a 79 | 4     |
| 4     | 70 a 74 | 16    |
| 8     | 65 a 69 | 4     |
| 4     | 60 a 64 | 16    |
| 16    | 55 a 59 | 0     |
| 16    | 50 a 54 | 24    |
| 28    | 45 a 49 | 20    |
| 32    | 40 a 44 | 20    |
| 0     | 35 a 39 | 20    |
| 12    | 30 a 34 | 20    |
| 16    | 25 a 29 | 12    |
| 20    | 20 a 24 | 4     |
| 16    | 15 a 19 | 16    |
| 4     | 10 a 14 | 32    |
| 12    | 5 a 9   | 16    |
| 16    | 0 a 4   | 4     |

## Economia
El 2007 la població en edat de treballar era de 306 persones, 222 eren actives i 84 eren inactives. De les 222 persones actives 201 estaven ocupades (99 homes i 102 dones) i 21 estaven aturades (11 homes i 10 dones). De les 84 persones inactives 41 estaven jubilades, 21 estaven estudiant i 22 estaven classificades com a «altres inactius».

### Ingressos
El 2009 a Quantilly hi havia 182 unitats fiscals que integraven 420,5 persones, la mediana anual d'ingressos fiscals per persona era de 19.427 €.

### Activitats econòmiques
Dels 10 establiments que hi havia el 2007, 1 era d'una empresa extractiva, 3 d'empreses de fabricació d'altres productes industrials, 2 d'empreses de construcció, 2 d'empreses d'hostatgeria i restauració, 1 d'una empresa immobiliària i 1 d'una empresa de serveis.
Dels 2 establiments de servei als particulars que hi havia el 2009, 1 era un restaurant i 1 agència immobiliària.
L'any 2000 a Quantilly hi havia 19 explotacions agrícoles que ocupaven un total de 671 hectàrees.

## Equipaments sanitaris i escolars
El 2009 hi havia una escola elemental integrada dins d'un grup escolar amb les comunes properes formant una escola dispersa.

## Poblacions més properes
El següent diagrama mostra les poblacions més properes.